# Triciclo Perú
«Triciclo Perú» es una canción de la banda peruana de rock Los Mojarras. Fue publicada en 1994 en el álbum Ruidos en la ciudad. Es un tema musical que se considera un himno de la migración interna de Perú hacia la capital, Lima, y una canción emblemática del rock peruano.
La canción incluye un sample y una parte de la letra del vals peruano Alma, corazón y vida.
«Triciclo Perú» fue el tema de apertura de la serie de televisión Los de arriba y los de abajo (ATV, 1994).
En 2014 fue versionada por La Mente en una sesión en vivo. En 2017 fue parte de la banda sonora de la película musical Avenida Larco.
En 2021, la agrupación hizo una nueva versión de la canción, para un spot publicitario de Caja Piura.